# Белкин, Борис Григорьевич
Борис Григорьевич Белкин (01.12.1921, Москва — 1993, там же) — советский физик, специалист в области акустики, лауреат Ленинской премии 1962 года.
В 1944 году окончил радиофакультет Московского института инженеров связи и до 1947 года работал там же, затем учился в аспирантуре при ЦНИИ № 108 (1947—1949).
С 1949 по 1993 год во Всесоюзном научно-исследовательском кинофотоинституте (НИКФИ).
В 1954 году защитил кандидатскую диссертацию:
- Измерение нелинейных искажений в громкоговорителях : диссертация … кандидата технических наук : 05.00.00. — Москва, 1954. — 241 с. : ил.

В 1964 основал и возглавил лабораторию электроакустики и руководил ей до 1993 года.
Разработчик громкоговорителей, микрофонов, систем усиления звука и обработки звуковых сигналов. Участвовал в создании звукотехнической системы Кремлевского Дворца съездов (1962). Руководил разработкой и налаживанием производства многоканальной стереофонической системы записи, обработки и воспроизведения звука «Суперфон».
В середине 1970-х годов был инициатором работ по исследованию цифровых методов измерения и обработки звуковых сигналов и созданию соответствующих приборов (лимитеры, устройства спецэффектов, эквалайзеры и т. п.).
Основатель и руководитель научной школы-семинара по электроакустике «ЭЛА» (1980—1991). Создал научную школу акустиков и инженеров-звукотехников.
Автор более 60 статей и 15 изобретений.
Ленинская премия 1962 года — за разработку комплексной системы и комплекта акустического и звукотехнического оборудования больших залов многоцелевого назначения, осуществлённые в КДС (в то время — старший научный сотрудник Лаборатории звуковоспроизведения ВНИКФИ).
Сочинения:
- Математика для радиоинженеров / И. Б. Абрамов, Б. Г. Белкин, С. Н. Мендельсон ; Под ред. Г. Е. Шилова. — Москва : Совет. радио, 1950 (тип. Госэнергоиздата). — 6 т.; 22 см.